# Martine Chapuzet
Pour les articles homonymes, voir Chapuzet.
Martine Chapuzet, née le 4 juin 1957 à Gurat en Charente, est une footballeuse internationale française ayant évolué au poste de milieu de terrain. Elle a été sélectionnée à 14 reprises en équipe de France dans les années 70-80 lorsqu'elle évoluait à l'AS Soyaux.

## Biographie

### Carrière en club
Martine Chapuzet intègre à l'âge de 17 ans l'USAF-SVAR, club de Ruelle en banlieue d'Angoulême. En 1975, elle rejoint un club voisin, l'Association sportive de Soyaux, qui a monté une section féminine depuis quelques années. En 1978, elle découvre le championnat de France avec la montée de Soyaux. Deux ans plus tard, la milieu de terrain et ses coéquipières atteignent pour la première fois la finale du championnat de France, dans laquelle Soyaux s'incline toutefois 2-0 contre le Stade de Reims, l'équipe ultra-dominatrice de ces premières années du championnat. En 1981, elle finit meilleure buteuse du championnat avec 24 buts marqués. Elle met un terme à sa carrière l'année suivante à l'issue de la saison 1981-1982.

### Carrière internationale
En juin 1978, Martine Chapuzet est sélectionnée pour la première fois par l'entraîneur de l'équipe de France féminine, Pierre Geoffroy. Elle dispute son premier match en équipe de France en entrant en jeu face au Pays de Galles. Elle est ensuite systématiquement titularisée par le sélectionneur Francis-Pierre Coché, qui a pris la suite de Geoffroy. Elle inscrit ses deux seuls buts sous le maillot bleu, d'abord lors de sa deuxième sélection, en février 1979 de nouveau face au Pays de Galles (victoire 6-0), puis lors du match suivant face à Belgique en mai (victoire 0-2).
Elle dispute son dernier match international en mars 1982, une défaite 2-1 contre les Pays-Bas à Eindhoven devant 2 000 spectateurs. Elle aura disputé 14 matchs avec l'équipe de France, uniquement des matchs amicaux.

## Palmarès

### En club
ASJ Soyaux
- Championnat de France
  - Vice-championne en 1980.

### Distinctions individuelles
- Meilleure buteuse du championnat de France en 1980-1981 (24 buts)

## Statistiques

### En sélection
| Sélection | Année | Statistiques | Statistiques |
| Sélection | Année | Matchs       | Buts         |
| --------- | ----- | ------------ | ------------ |
| France    | 1978  | 1            | 0            |
| France    | 1979  | 4            | 2            |
| France    | 1980  | 5            | 0            |
| France    | 1981  | 3            | 0            |
| France    | 1982  | 1            | 0            |
| Total     | Total | 14           | 2            |